# Dzięgiel leśny
Dzięgiel leśny (Angelica sylvestris L.) – gatunek rośliny należący do rodziny selerowatych (Apiaceae). 

## Rozmieszczenie geograficzne
Gatunek eurosyberyjski – występuje w strefie umiarkowanej Europy i Azji, na wschodzie sięgając po wschodnią Syberię i Mongolię. W Polsce pospolity na całym niżu i w niższych położeniach górskich (w Tatrach sięga do 1770 m n.p.m.).

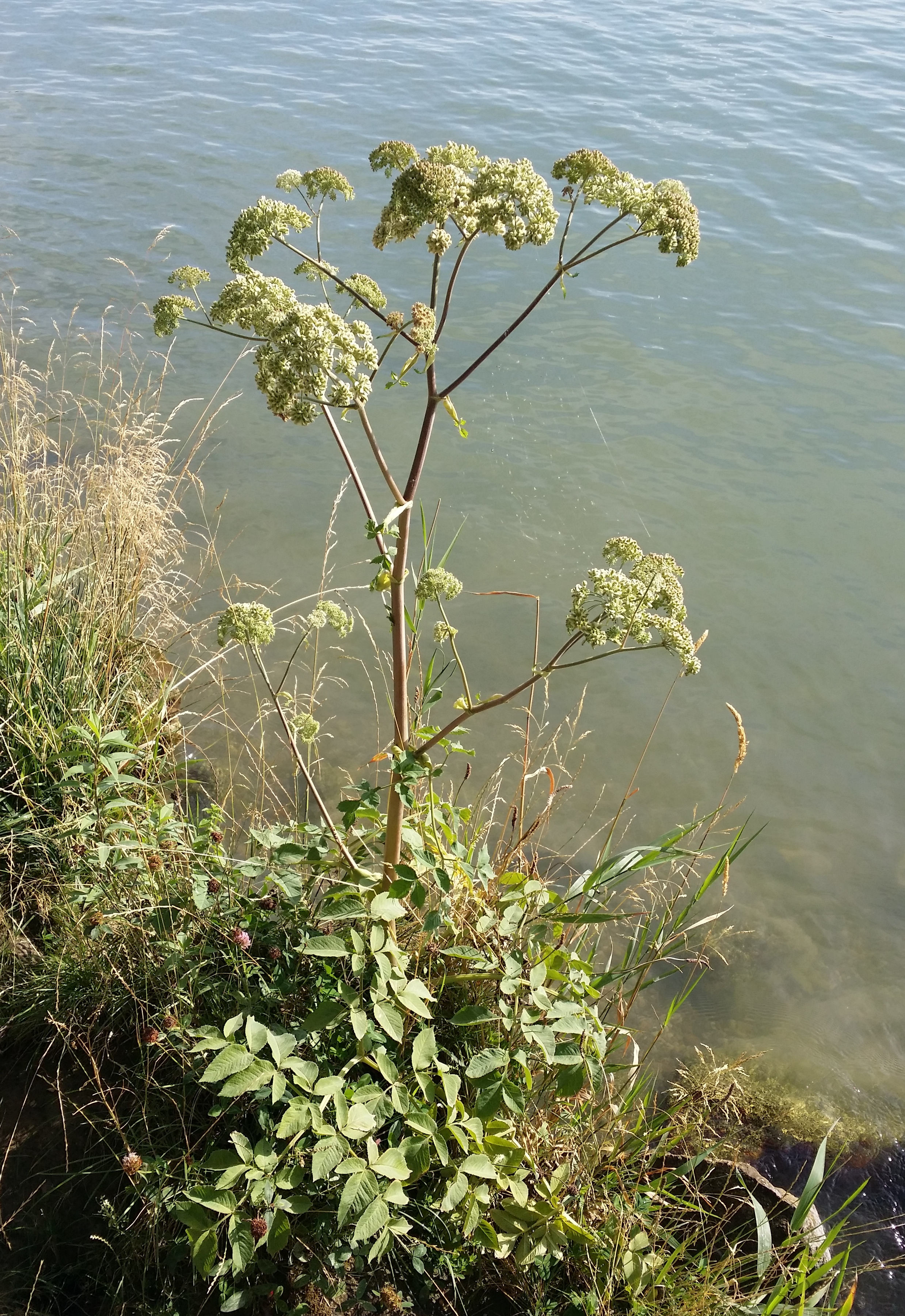
Pokrój

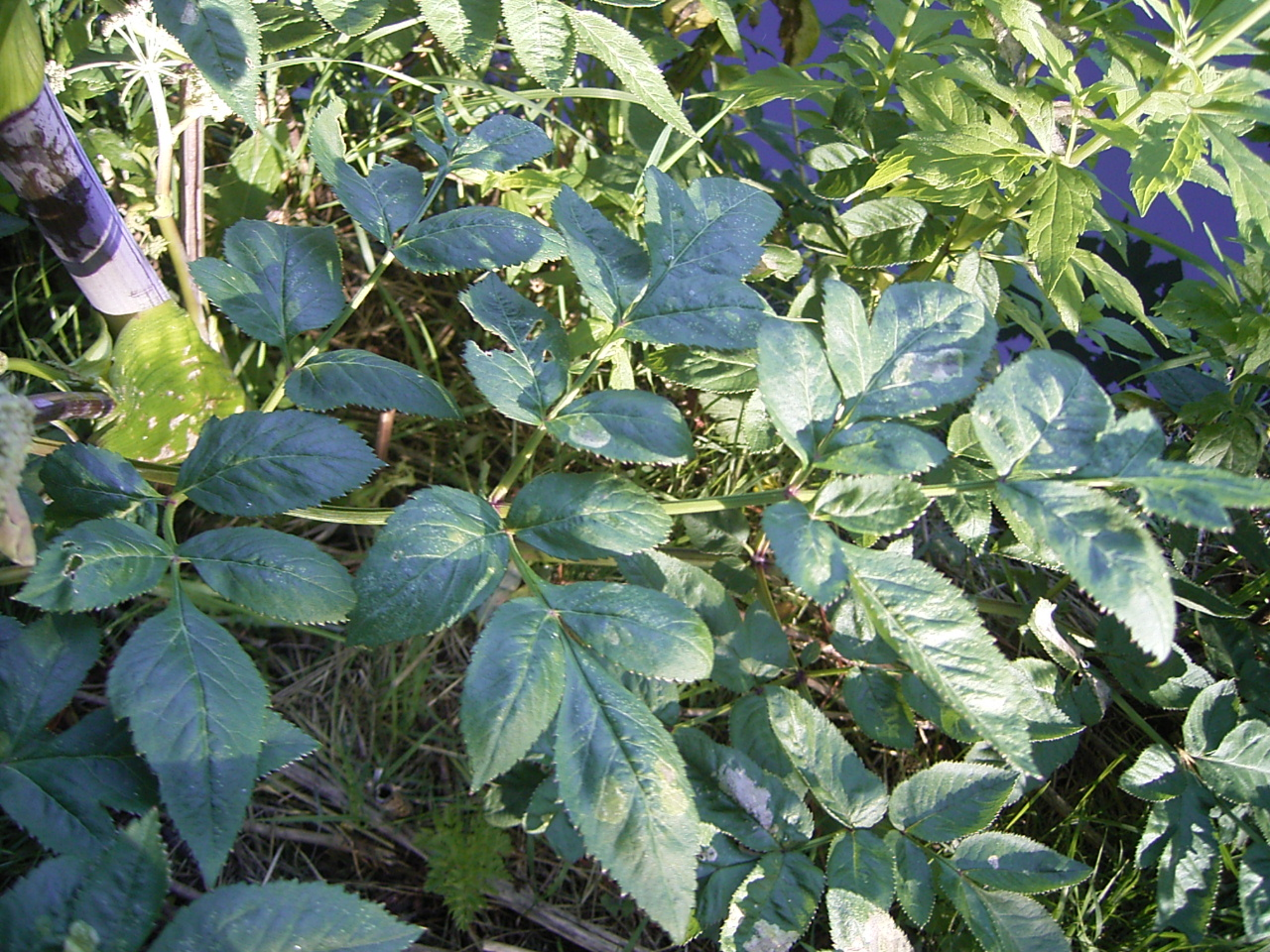
Liść

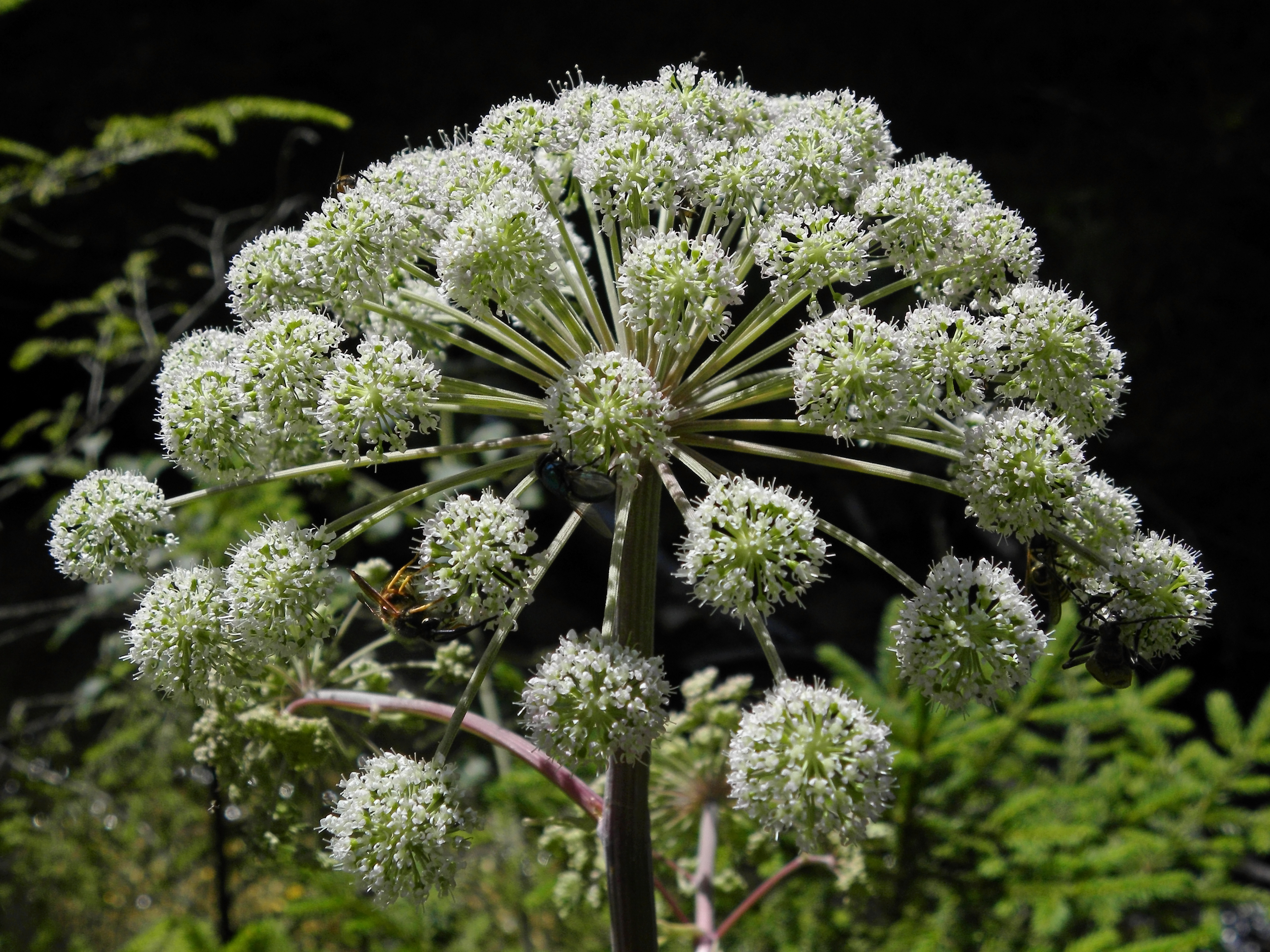
Kwiatostan

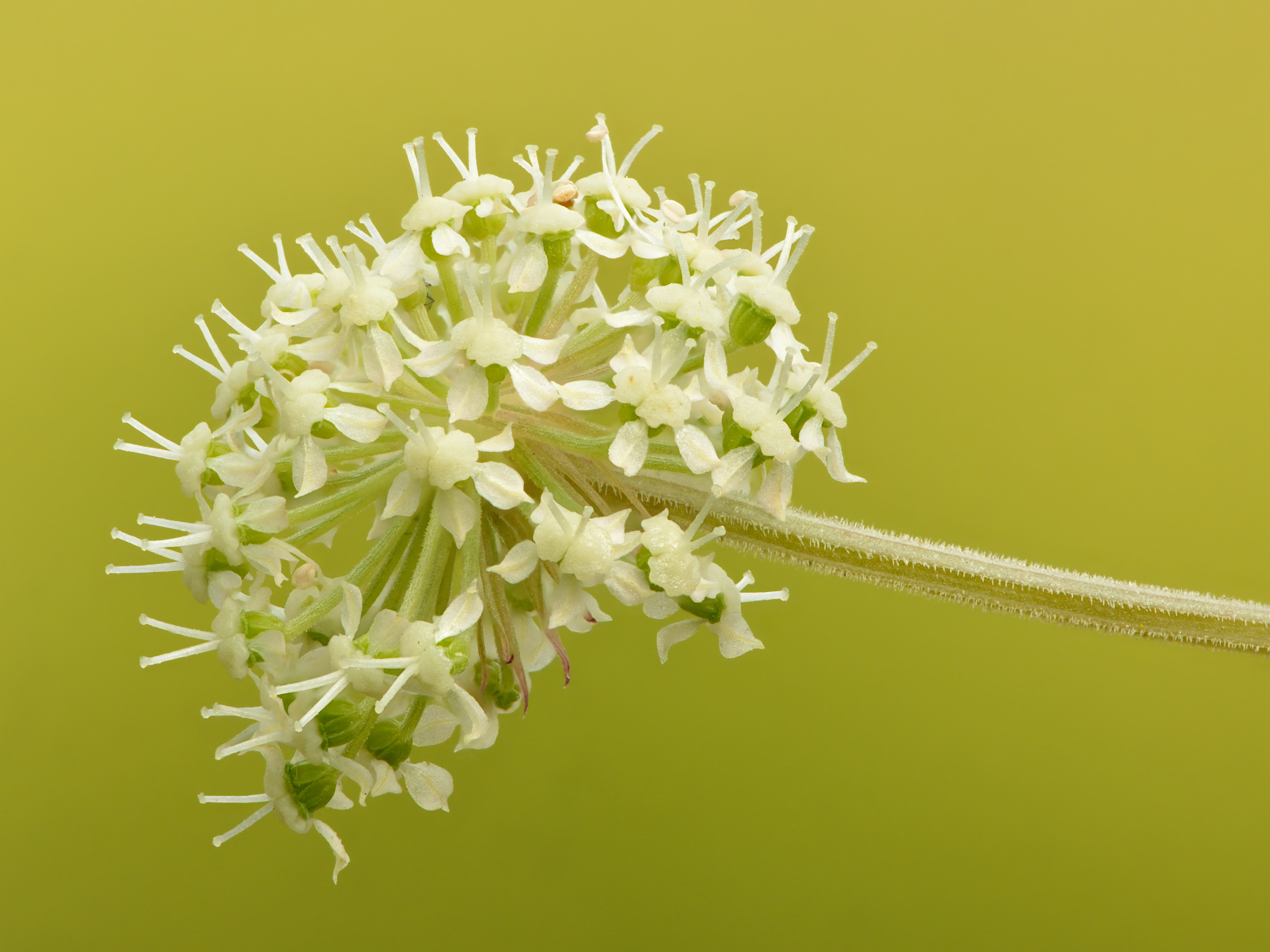
Pojedynczy baldaszek kwiatów

## Morfologia
PokrójKłączowa roślina zielna osiągająca do 1,5 m wysokości. Łodyga prosto wzniesiona, dęta, obła, słabo i w górze tylko rozgałęziona, tam też delikatnie bruzdowana i owłosiona (poza tym naga). Kłącze grube, wrzecionowate, z żółtym sokiem.
LiściePodwójnie do potrójnie pierzastych, o blaszce w ogólnym zarysie trójkątnym, ciemnozielonej. Nasada liści pochwiasta, zwłaszcza górne liście mają silnie rozdęte pochwy liściowe. Listki liścia złożonego ułożone są naprzeciwlegle, mają kształt jajowaty do eliptycznie lancetowatego. Nasada listków jest zaokrąglona lub klinowata, brzeg jest piłkowano ząbkowany, z białawymi ostrzami na końcach ząbków. Blaszka od góry jest naga, od spodu na nerwach i brzegach liście są szorstko owłosione.
KwiatyZebrane w gęste i silnie wypukłe baldachy, złożone z 15-40 zbitych, niemal kulistych baldaszków. Pokryw brak lub co najwyżej są pojedyncze, szydlaste i szybko odpadające. Pokrywki są liczne, szczeciniaste. Szypułki baldachu są kanciaste i owłosione. Płatki korony drobne, białe (rzadko czerwonawe), jajowate lub eliptyczne, całobrzegie lub słabo wycięte, osiągają do 1,5 mm długości i 1 mm szerokości. Pręciki stosunkowo długie, szyjka słupka wygięta.
OwoceSpłaszczone grzbietowo, szeroko eliptyczne rozłupki o długości 4–6 mm i szerokości ok. 3,5 mm. Mają trzy cienkie żebra grzbietowe i dwa brzeżne oskrzydlone.
Gatunki podobneStarodub łąkowy rosnący na takich samych siedliskach. Gatunki te różnią się nieco morfologią liści (u staroduba odcinki dolnych liści odginają się wyraźnie w dół), ząbkowaniem działek kielicha i bruzdkowaniem łodygi (starodub ma silniej bruzdkowaną).

## Biologia i ekologia
- Roślina dwuletnia lub bylina. Kwitnie od lipca (czasem od czerwca) do września[6]. Kwiaty protandryczne (przeprątne), zapylane głównie przez muchówki[7].
- Siedlisko: Rośnie w wilgotnych i mokrych lasach (zwłaszcza widnych, z panującą olszą), zaroślach i łąkach[6]. Lubi podłoże próchniczne, wilgotne i lekko kwaśne lub obojętne. Hemikryptofit.
- W klasyfikacji zbiorowisk roślinnych gatunek charakterystyczny dla rzędu (O.) Molinietalia i gatunek wyróżniający dla związku zespołów (All.) Atropion belladonnae[8].
- Liczba chromosomów 2n=22.

## Zastosowanie
- Roślina lecznicza, dawniej stosowana w medycynie ludowej.
  - Surowiec: korzeń dzięgla lekarskiego Angelicae sylvestris radix (Radix Angelicae minoris). Zawierają olejek eteryczny (felandren), związki acetylenowe, umbeliferon, gorycze i żywice.
  - Działanie: Korzeń był używany jako środek wiatropędny, uspokajający i regulujący pracę żołądka.